# Fritz Vigener
Fritz Vigener (* 26. Juli 1879 in Biebrich; † 2. Mai 1925 in Gießen) war ein deutscher Historiker und Hochschullehrer.
Vigener bestand 1897 das Abitur in Wiesbaden und studierte anschließend an den Universitäten Leipzig und Heidelberg Geschichte, Philosophie, deutsche Literatur und Nationalökonomie. Er wurde im Jahr 1900 summa cum laude promoviert. 1908 habilitierte er sich an der Universität Freiburg. Er hatte seit 1918 eine Professur für mittelalterliche Geschichte an der Hessischen Ludwigs-Universität Gießen inne. Seine Forschungsschwerpunkte waren die Geschichte der Geschichtsschreibung und die Kirchengeschichte.

## Schriften (Auswahl)
- Bezeichnungen für Volk und Land der Deutschen vom 10. bis zum 13. Jahrhundert. Reprografischer Nachdruck der 1. Auflage, Heidelberg 1901. Mit einem Nachwort zum Nachdruck von Helmut Beumann. Im Anhang: Walther Müller: Deutsches Volk und deutsches Land im späteren Mittelalter. Ein Beitrag zur Geschichte des nationalen Namens. Wissenschaftliche Buchgesellschaft, Darmstadt 1976.
- Drei Gestalten aus dem modernen Katholizismus: Möhler, Diepenbrock, Döllinger. Oldenbourg, München 1926.
- Ketteler. Ein deutsches Bischofsleben des 19. Jahrhunderts. Oldenbourg, München 1924.
- Deutsche Geschichtsschreiber der Kaiserzeit (von Widukind von Korvey bis auf Eike von Repgow). Teubner, Leipzig/Berlin 1914.
- (Bearb.) Regesten der Erzbischöfe von Mainz von 1289 bis 1396. Leipzig 1913/1914.
- Die Mainzer Dompropstei im 14. Jahrhundert. Aufzeichnungen über ihre Besitzungen, Rechte und Pflichten aus den Jahren 1364–1367 (= Quellen und Forschungen zur Hessischen Geschichte. Band 1). Staatsverlag, Darmstadt 1913.
- Gallikanismus und episkopalistische Strömungen im deutschen Katholizismus zwischen Tridentinum und Vaticanum. Studien zur Geschichte der Lehre von dem Universalepiscopat und Unfehlbarkeit des Papstes. Oldenbourg, München/Berlin 1913; 2. Auflage u.d.T.: Bischofsamt und Papstgewalt. Zur Diskussion um Universalepiskopat und Unfehlbarkeit des Papstes im deutschen Katholizismus zwischen Tridentinum und Vatikanum 1. Vandenhoeck & Ruprecht, Göttingen 1964.